# Примо, Джошуа
Джошуа Линкольн Александер Примо (англ. Joshua Lincoln Alexander Primo; род. 24 декабря 2002, Миссиссога, Онтарио) — канадский баскетболист. Атакующий защитник. На драфте НБА 2021 года был выбран под 12-м номером командой «Сан-Антонио Спёрс».

## Профессиональная карьера

### «Сан-Антонио Спёрс» (2021—2022)
Примо был выбран под 12-м номером на драфте НБА 2021 года клубом «Сан-Антонио Спёрс». 11 августа 2021 года «Спёрс» сообщили, что подписали профессиональный контракт с Примо. 20 октября 2021 года Примо дебютировал в НБА, выйдя со скамейки запасных на последние 5 минут игрового времени в победном матче 127 : 93 против «Орландо Мэджик», за это время Примо отметился 3 очками. Примо стал самым молодым игроком, сыгравшим в НБА, который учился в колледже. По ходу своего первого сезона в лиге Примо также выступал в Джи-Лиге за фарм-клуб «Остин Спёрс».

#### Обвинения в непристойном поведении
28 октября 2022 года «Спёрс» отчислили Примо. Сам Примо объяснил это тем, что ему нужна была помощь, чтобы справиться со старой психологической травмой. На следующий день выяснилось, что Примо якобы обнажился перед несколькими женщинами. В ноябре спортивный психолог команды подал иск против Примо и всего клуба, обвинив его в многочисленных случаях непристойного обнажения. Затем адвокат Примо опубликовал заявление, в котором отрицал какие-либо правонарушения, утверждая, что любое разоблачение было непреднамеренным и что обвинитель действовал недобросовестно. 17 ноября 2022 года стороны договорились мирно урегулировать вопрос.

### «Лос-Анджелес Клипперс» (2023—2024)
29 сентября 2023 года Примо был дисквалифицирован на четыре игры без сохранения заработной платы. Позже в тот же день он подписал двусторонний контракт с «Лос-Анджелес Клипперс». 15 ноября 2023 года «Клипперс» преобразовали двусторонний контракт Примо в стандартный контракт.

## Карьера в сборной
Примо был самым молодым игроком сборной Канады на чемпионате мира до 19 лет в 2019 году, в среднем за игру он набрал 4,2 очка

## Статистика

### Статистика в НБА
| Сезон                                                                                    | Команда     | Регулярный сезон | Регулярный сезон | Регулярный сезон | Регулярный сезон | Регулярный сезон | Регулярный сезон | Регулярный сезон | Регулярный сезон | Регулярный сезон | Регулярный сезон | Регулярный сезон | Серия плей-офф | Серия плей-офф | Серия плей-офф | Серия плей-офф | Серия плей-офф | Серия плей-офф | Серия плей-офф | Серия плей-офф | Серия плей-офф | Серия плей-офф | Серия плей-офф |
| Сезон                                                                                    | Команда     | GP               | GS               | MPG              | FG%              | 3P%              | FT%              | RPG              | APG              | SPG              | BPG              | PPG              | GP             | GS             | MPG            | FG%            | 3P%            | FT%            | RPG            | APG            | SPG            | BPG            | PPG            |
| ---------------------------------------------------------------------------------------- | ----------- | ---------------- | ---------------- | ---------------- | ---------------- | ---------------- | ---------------- | ---------------- | ---------------- | ---------------- | ---------------- | ---------------- | -------------- | -------------- | -------------- | -------------- | -------------- | -------------- | -------------- | -------------- | -------------- | -------------- | -------------- |
| 2021/22                                                                                  | Сан-Антонио | 50               | 16               | 19,3             | 37,4             | 30,7             | 74,6             | 2,3              | 1,6              | 0,4              | 0,5              | 5,8              | Не участвовал  | Не участвовал  | Не участвовал  | Не участвовал  | Не участвовал  | Не участвовал  | Не участвовал  | Не участвовал  | Не участвовал  | Не участвовал  | Не участвовал  |
| 2022/23                                                                                  | Сан-Антонио | 4                | 0                | 23,4             | 34,6             | 25,0             | 77,8             | 3,3              | 4,5              | 0,3              | 0,5              | 7,0              | Не участвовал  | Не участвовал  | Не участвовал  | Не участвовал  | Не участвовал  | Не участвовал  | Не участвовал  | Не участвовал  | Не участвовал  | Не участвовал  | Не участвовал  |
| 2023/24                                                                                  | Клипперс    | 2                | 0                | 5,2              | 33,3             | 0,0              | -                | 0,5              | 0,0              | 0,0              | 0,5              | 1,0              | Не участвовал  | Не участвовал  | Не участвовал  | Не участвовал  | Не участвовал  | Не участвовал  | Не участвовал  | Не участвовал  | Не участвовал  | Не участвовал  | Не участвовал  |
|                                                                                          | Всего       | 56               | 16               | 19,1             | 37,1             | 30,0             | 75,0             | 2,3              | 1,8              | 0,4              | 0,5              | 5,7              | Не участвовал  | Не участвовал  | Не участвовал  | Не участвовал  | Не участвовал  | Не участвовал  | Не участвовал  | Не участвовал  | Не участвовал  | Не участвовал  | Не участвовал  |
| Наведите курсор мыши на аббревиатуры в заголовке таблицы, чтобы прочесть их расшифровку. |             |                  |                  |                  |                  |                  |                  |                  |                  |                  |                  |                  |                |                |                |                |                |                |                |                |                |                |                |

### Статистика в Джи-Лиге
| Сезон                                                                                    | Команда          | Регулярный сезон | Регулярный сезон | Регулярный сезон | Регулярный сезон | Регулярный сезон | Регулярный сезон | Регулярный сезон | Регулярный сезон | Регулярный сезон | Регулярный сезон | Регулярный сезон | Серия плей-офф | Серия плей-офф | Серия плей-офф | Серия плей-офф | Серия плей-офф | Серия плей-офф | Серия плей-офф | Серия плей-офф | Серия плей-офф | Серия плей-офф | Серия плей-офф |
| Сезон                                                                                    | Команда          | GP               | GS               | MPG              | FG%              | 3P%              | FT%              | RPG              | APG              | SPG              | BPG              | PPG              | GP             | GS             | MPG            | FG%            | 3P%            | FT%            | RPG            | APG            | SPG            | BPG            | PPG            |
| ---------------------------------------------------------------------------------------- | ---------------- | ---------------- | ---------------- | ---------------- | ---------------- | ---------------- | ---------------- | ---------------- | ---------------- | ---------------- | ---------------- | ---------------- | -------------- | -------------- | -------------- | -------------- | -------------- | -------------- | -------------- | -------------- | -------------- | -------------- | -------------- |
| 2021/22                                                                                  | Остин Спёрс      | 19               | 18               | 30,8             | 40,7             | 36,2             | 74,4             | 3,2              | 5,1              | 1,2              | 0,9              | 16,9             | Не участвовал  | Не участвовал  | Не участвовал  | Не участвовал  | Не участвовал  | Не участвовал  | Не участвовал  | Не участвовал  | Не участвовал  | Не участвовал  | Не участвовал  |
| 2023/24                                                                                  | Онтэрио Клипперс | 35               | 33               | 29,9             | 46,5             | 36,5             | 74,0             | 3,7              | 3,1              | 1,1              | 0,7              | 16,3             | Не участвовал  | Не участвовал  | Не участвовал  | Не участвовал  | Не участвовал  | Не участвовал  | Не участвовал  | Не участвовал  | Не участвовал  | Не участвовал  | Не участвовал  |
|                                                                                          | Всего            | 54               | 51               | 30,2             | 44,2             | 36,4             | 74,1             | 3,6              | 3,8              | 1,1              | 0,8              | 16,5             | Не участвовал  | Не участвовал  | Не участвовал  | Не участвовал  | Не участвовал  | Не участвовал  | Не участвовал  | Не участвовал  | Не участвовал  | Не участвовал  | Не участвовал  |
| Наведите курсор мыши на аббревиатуры в заголовке таблицы, чтобы прочесть их расшифровку. |                  |                  |                  |                  |                  |                  |                  |                  |                  |                  |                  |                  |                |                |                |                |                |                |                |                |                |                |                |

### Статистика в NCAA
| Сезон | Команда | Conf  | Class | GP | GS | MPG  | FG%  | 3P%  | FT%  | RPG | APG | SPG | BPG | PPG |
| --- | ------- | ----- | ----- | -- | -- | ---- | ---- | ---- | ---- | --- | --- | --- | --- | --- |
| 2020/21 | Алабама | SEC   | FR    | 30 | 19 | 22,5 | 43,1 | 38,1 | 75,0 | 3,4 | 0,8 | 0,6 | 0,3 | 8,1 |
| Всего | Всего   | Всего | Всего | 30 | 19 | 22,5 | 43,1 | 38,1 | 75,0 | 3,4 | 0,8 | 0,6 | 0,3 | 8,1 |
| Наведите курсор мыши на аббревиатуры в заголовке таблицы, чтобы прочесть их расшифровку Статистика приведена с сайта sports-reference.com |         |       |       |    |    |      |      |      |      |     |     |     |     |     |